# Затисовка
Затисовка (укр. Затисівка) — село в Пийтерфолвовской общине Закарпатской области Украины.
Население по переписи 2001 года составляло 528 человек. Почтовый индекс — 90361. Телефонный код — 03143. Занимает площадь 1,338 км². Код КОАТУУ — 2121285903.

## История
В 1946 году указом ПВС УССР село Чума за Тисою переименовано в Затисовку.

## Местный совет
90361, с. Чепа, вул. Фогороші, 33